# Zakaria Boufangacha
Zakaria Boufangacha (Nieuwegein, 26 augustus 1982) is sinds mei 2017 lid van het hoofdbestuur van FNV. Daarnaast is hij sinds medio 2017 lid van de Sociaal-Economische Raad en de Stichting van de Arbeid.

## Biografie
Boufangacha is de jongste van vier kinderen van een vanuit Marokko geïmmigreerd echtpaar. Hij studeerde van 2002 tot 2008 rechten aan de Universiteit van Utrecht en liep aansluitend een stage bij het FNV. Hij werd in maart 2009 aangesteld als bestuurder bij FNV Bondgenoten. In de navolgende acht jaar was Boufangacha met naaste collega Jan van den Brink betrokken bij personeelsaangelegenheden op Luchthaven Schiphol.
Nadat Han Busker op 10 maart 2017 was benoemd tot voorzitter van het hoofdbestuur van het FNV volgde de toetreding van Boufangacha korte tijd later. In juni 2017 werd Boufangacha lid van het hoofdbestuur van de SER en de Stichting van de Arbeid.

## Trivia
- Na Tuur Elzinga staat Boufangacha als hoogste FNV'er in de Top 200 van invloedrijke Nederlanders van De Volkskrant.[1]
- Zakaria Boufangacha is een broer van de actrice Kaltoum Boufangacha.